# Абехо, Мария Розалина
Сестра Мария Розалина Мадроньял Абехо (13 июля 1922, Филиппины — 5 июня 1991, Фримонт, Калифорния) — филиппинская композитор, пианистка и дирижёр.

## Биография
Родилась в Таголоане в Восточном Мисамисе на Филиппинах и умерла во Фримонте, штат Калифорния.
Она — первый филиппинский композитор и дирижёр, а также монахиня Конгрегации религиозных деятелей Девы Марии. Её тетя, покойная сестра Мария Росарио Мадроньял, была её первым учителем музыки.
Она изучала композицию в Филиппинском женском университете, а в 1977 году переехала в США, где училась в Истменской школе музыки и Католическом университете Америки.
Стала первой монахиней, которая с разрешения Папы Иоанна XXIII руководила и дирижировала симфоническими оркестрами. Преподавала композицию и теорию музыки в Канзасском университете и семинарии Святого Пия в Кентукки.
Мария Розалина много путешествовала, собирая средства и посещая международные музыкальные конференции.
В 1972 году написала Увертюру 1081, обратив внимание общественности на ситуацию объявления Фердинандом Маркосом военного положения на Филиппинах в Прокламации № 1081.
Похоронена на мемориальном кладбище Ирвингтона, Фримонт, Калифорния.

## Награды
Получила ряд наград, в том числе Республиканскую премию за культурное наследие (1967), премию Дня независимости Филиппин (1973) и избрание президентом Филиппинского фонда исполнительских искусств в Америке в 1980 году

## Композиции
За свою жизнь Розалина Абехо написала более 400 произведений.
Оркестр
- Беатрис Симфония
- Симфония Грегориа (1950)
- Пионерская симфония (1954)
- Симфония танатопсиса (1956)
- Концерт для элоянского фортепиано (1956)
- Концерт для фортепиано с оркестром Golden Foundation (1959—1960)
- Партизанская симфония (1971)
- Симфония «Трилогия человека» (1971)
- Симфония Далаванг Пусонг Дакила (1975)
- Симфония Братства, 1986,
- Юбилейная симфония, 1984,
- Симфония псалмов, 1988,
- Симфония жизни, 1988,
- Симфония стойкости и внезапной весны, 1989.
- Увертюра 1081
- 3 струнных квартета